# R&D특허센터
R&D특허센터(R&D Patent Center)는 지식재산권 중심의 기술획득지원 사업, 첨단부품·소재 IP-R&D 연계전략지원 사업, 국가R&D 특허기술동향조사사업, 국가R&D 특허성과관리사업, 특허관리전문가 파견사업 등의 체계적인 수행을 통하여 국가R&D의 효율성을 높이고, 정부의 IP-R&D 정책개발을 지원함으로써 국가경쟁력 제고에 기여하기 위하여 설립된 대한민국 특허청 산하 한국지식재산연구원 부설기관이다. 서울특별시 강남구 테헤란로 131 (역삼동 647-9) 한국지식재산센터 8층에 위치하고 있다.

## 연혁
- 2009년 4월      지식재산권 전략컨설팅 및 IP와 R&D 연계전문기관으로 육성하기 위해 대통령 보고
- 2009년 7월      특허전략 지원 중앙거점기관으로 심의의결
- 2009년 11월      한국연구재단과 공동으로 R&D IP협의회 출범
- 2010년 1월 1일 R&D특허센터 설립
- 2010년 1월 6일 초대 박종효 소장 취임
- 2010년 3월      국가R&D 특허성과관리기관으로 지정
- 2011년 4월      연구노트확산지원부 신설

## 조직

### R&D특허센터 소장
- 정책개발팀

#### IP전략본부
- IP전략혁신팀
- IP전략사업팀

#### IP기반본부
- 특허성과관리팀
- IP성과활용팀
- 경영기획팀

## 같이 보기
- 특허정보진흥센터
- 특허심판원